# New World Pictures
La New World Pictures (nota anche come New World Entertainment e New World Communications Group, Inc.) è stata una casa di produzione, di distribuzione e (nei suoi ultimi anni come entità autonoma) una multimedia company indipendente statunitense. Fondata nel 1970 da Roger Corman come New World Pictures, Ltd., da piccola casa produttrice e distributrice di film per il cinema, nel 1984 si ampliò toccando anche la produzione televisiva e il settore delle trasmissioni con l'acquisizione di sette emittenti televisive nel 1993, che crebbero nel 1994.
La 20th Century Fox (allora di proprietà della News Corporation), controllata da Rupert Murdoch, divenne un importante investitore nel 1994 e acquistò la società nel 1997; l'alleanza con Murdoch, in particolare attraverso un accordo di affiliazione di gruppo con la New World raggiunto tra le due società nel maggio 1994 contribuì a cementare la rete Fox come la quarta maggiore rete televisiva negli USA.
Sebbene sia effettivamente defunta, l'azienda continua ad esistere come holding all'interno della struttura Fox Corporation insieme a varie filiali regionali (ovvero New World Communications of Tampa). La content library, tuttavia, è di proprietà della The Walt Disney Company attraverso l'acquisizione della 21st Century Fox.